# Ultratenuipalpus acharis
Ultratenuipalpus acharis är en spindeldjursart som först beskrevs av Gonzalez 1968.  Ultratenuipalpus acharis ingår i släktet Ultratenuipalpus och familjen Tenuipalpidae. Inga underarter finns listade i Catalogue of Life.